# Marie-Charles-Alfred de Cormont
 (février 2024).
Si vous disposez d'ouvrages ou d'articles de référence ou si vous connaissez des sites web de qualité traitant du thème abordé ici, merci de compléter l'article en donnant les références utiles à sa vérifiabilité et en les liant à la section « Notes et références ».
Marie-Charles-Alfred de Cormont naît le 29 mars 1847 au quartier de la Madeleine à Paris, et meurt dans les Landes le 25 avril 1933. Il est sacré évêque le 1er mai 1900 et part la même année pour la Martinique. Son épiscopat (1899-1911) sur l’île a été éprouvé par l’éruption de la montagne Pelée en 1902 et l’application de la loi de séparation des Églises et de l’État aux colonies françaises.

## Biographie

### Ses débuts
Élève au lycée Bonaparte, le jeune Alfred fait son droit à la faculté de Paris. Il commence sa carrière au cabinet du Ministère des finances. À l’âge de 26 ans, il entre au séminaire Saint-Sulpice et devient prêtre en 1876. Il est ensuite nommé vicaire à La Madeleine pendant 16 années. Puis, Léon XIII lui confie la direction de l’œuvre apostolique des missions étrangères, ainsi que la direction des examens d’instruction religieuse dans le diocèse. Avant de commencer son épiscopat sur l’île de la Martinique, il est aumônier des Dames du Sacré-Cœur et de l’Église Saint-Louis-en-l’Île (1898). 

### Son épiscopat en Martinique
Alfred de Cormont est nommé évêque en Martinique le 9 décembre 1899. Sous les douze années de son épiscopat se produisent plusieurs cataclysmes. Il sera attentif aux victimes des régions voisines et lointaines. Ainsi en 1900, il recommande des prières aux victimes des massacres de Chine et du corps expéditionnaire français. Lorsque Marie-Galante est dévastée par un incendie, en 1901, il organise des quêtes pour les sinistrés. Mais ce sera lors de  l’éruption de la montagne Pelée en 1902 qu’il sera le plus actif. 

### Cormont et la loi de séparation de l’Église et de l’État
Cormont est le protagoniste qui mène toutes les revendications religieuses de la Martinique, de la Guadeloupe et de La Réunion. En Martinique, il fait partie de la commission de la non-opportunité de la loi de 1901 (contre les associations religieuses) et de la loi de 1904 (histoire de la laïcité en France) interdisant l’enseignement aux congrégations religieuses. 

Dès la connaissance du vote sur la loi de séparation, les évêques de Martinique, Guadeloupe et de La Réunion, tentent de faire reporter cette application. Le 24 février 1906, Alfred de Cormont, adresse en son nom et en celui de ses confrères, un texte intitulé Mémoire présenté à MM. Les conseillers d’État par Mgr de Cormont évêque de la Martinique au nom des diocèses des colonies françaises au sujet du règlement spécial d’administration publique de la loi de séparation. Il y présente combien la Martinique est un point stratégique et économique et comment il a su instaurer la paix religieuse dans son diocèse après les tumultes de ces prédécesseurs (voir l’affaire avec Carméné). Il démontre comment les habitants retourneraient dans le pêché sans la présence du clergé pour les guider. Le trouble, le désordre, l’apparition de sociétés secrètes et le retour de pratiques ancestrales marqueraient la fin de la paix religieuse dans ces colonies. Il souhaite que cette loi soit différée au moins pendant trois ou quatre années. Tandis que la seconde partie de son mémoire fait référence à la formation des prêtres et leurs droits à la retraite. 

C’est en décembre 1907, lors de la sixième séance de l’assemblée locale martiniquaise, qu’un conseiller général interpelle ses collègues sur les allégations tenues par l’archevêque dans son mémoire, pensant que sans la religion et le clergé, les habitants retourneraient au culte du « vaudou, au quimbois, aux maléfices et aux séances de sorcellerie ». Ces propos provoquent un mouvement d’indignation au sein de l’assemblée du conseil général, de la population (surtout les gens de couleur libres) et de la presse locale (L’Union sociale, L’Entente républicaine). Le conseil général adopte même une motion signalant son indignation contre les propos injurieux d'Alfred de Cormont. En tant que membre de l’église, il cherche un report de la loi de 1905, en sorte qu'elle ne s'applique en Martinique qu'en 1911. Cette position est défendue principalement par les anciens colons forts conservateurs. Mais le problème est l'hésitation de la République à appliquer la loi en Martinique.
L’élite de couleur se montre passionnément attachée aux valeurs républicaines, elle prône l’assimilation à la mère Patrie et s’engage particulièrement en faveur de la laïcisation du système scolaire. Et elle devient un vecteur de l’idéologie anticléricale qui triomphe dans la France de la Troisième République.
Finalement, la loi du 6 février 1911 étend aux colonies la loi du 9 décembre 1905. La Guyane n’est pas concernée par cette loi car elle bénéficie d’un régime particulier (voir Régime concordataire français).
Le 3 août 1911, Marie-Charles-Alfred de Cormont quitte la Martinique pour rejoindre la France dans le Diocèse d'Aire et Dax (1911-1930). Son successeur sera Joseph Malleret de la congrégation du Saint-Esprit.